# WTA Swiss Open 1989
Lo WTA Swiss Open 1989 è stato un torneo di tennis giocato sulla terra rossa. È stata la 18ª edizione del torneo, che fa parte della categoria Tier V nell'ambito del WTA Tour 1989. Si è giocato al Drizia-Miremont Tennis Club di Ginevra in Svizzera, dal 22 al 28 maggio 1989.

## Campionesse

### Singolare
Manuela Maleeva ha battuto in finale  Conchita Martínez con il punteggio di 6–4, 6–0.

### Doppio
Katrina Adams /  Lori McNeil hanno battuto in finale  Larisa Neiland /  Nataša Zvereva con il punteggio di 2–6, 6–3, 6–4.